# George Savile (7e baronnet)
George Savile (10 février 1678 - 16 septembre 1743), de Rufford, Nottinghamshire, est un homme politique anglais qui siège à la Chambre des communes de 1728 à 1734.

## Biographie

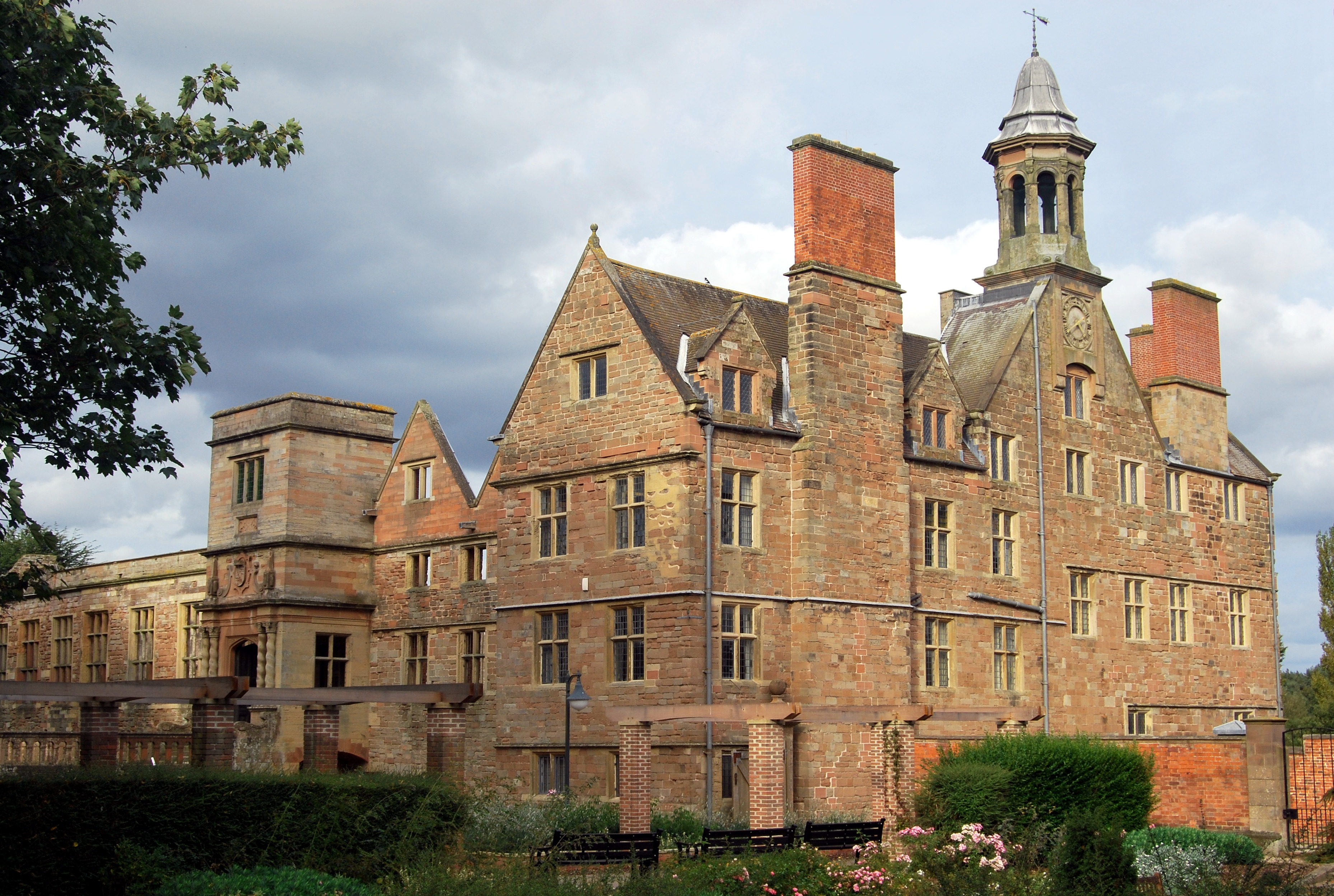
Abbaye de Rufford

Il est le fils du révérend John Savile, recteur de Thornhill, Yorkshire et sa deuxième épouse, Barbara Jenison, fille de Thomas Jenison, de Newcastle. Il est admis au Middle Temple en 1691 et inscrit à la Christ Church d’Oxford en 1696. Il succède à son cousin Sir John Savile, 6e baronnet en 1704, héritant de l'Abbaye de Rufford. Il a deux sœurs, Ann et Gertrude .
Il est nommé haut-shérif du Nottinghamshire de 1706 à 1707. Il est élu député de Yorkshire lors d'une élection partielle en 1728 et siège jusqu'aux élections générales britanniques de 1734 .
Il est élu membre de la Royal Society en novembre 1721 .
Il épouse Mary Pratt, fille de John Pratt de Dublin (mais apparemment fille naturelle de Henry Petty, premier comte de Shelburne) et a trois enfants; Arabella, George Savile (8e baronnet) et Barbara, qui épouse Richard Lumley-Saunderson (4e comte de Scarbrough) .